# 川会神社
川会神社（かわあいじんじゃ）は、長野県北安曇郡池田町会染（あいそめ）にある神社。式内社で、旧社格は村社。

## 概要
祭神は底津綿津見命。農具川と高瀬川の合流点近くに位置し、川の氾濫によって度々遷座を余儀なくされた。社伝では白鳳2年（673年）に造営されたという。
延長5年（927年）成立の『延喜式』神名帳では信濃国安曇郡に「川会神社」と記載され、式内社に列している。
現在地には天明3年（1783年）に遷座したとされる。

## 境内
社殿として本殿のほか、幣殿・拝殿・額殿などがある。また境内には歌人内山真弓の歌碑が建てられている。

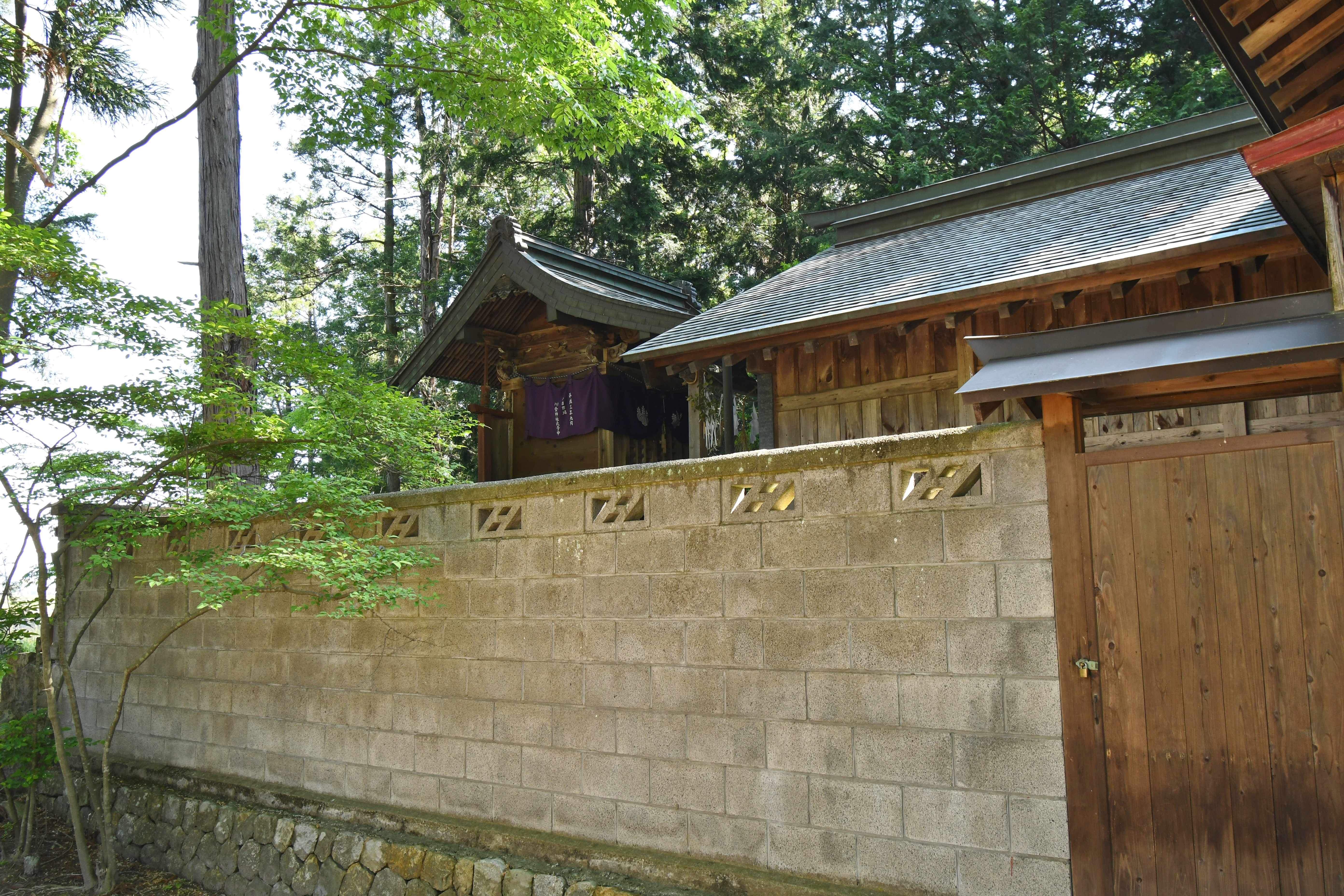
本殿
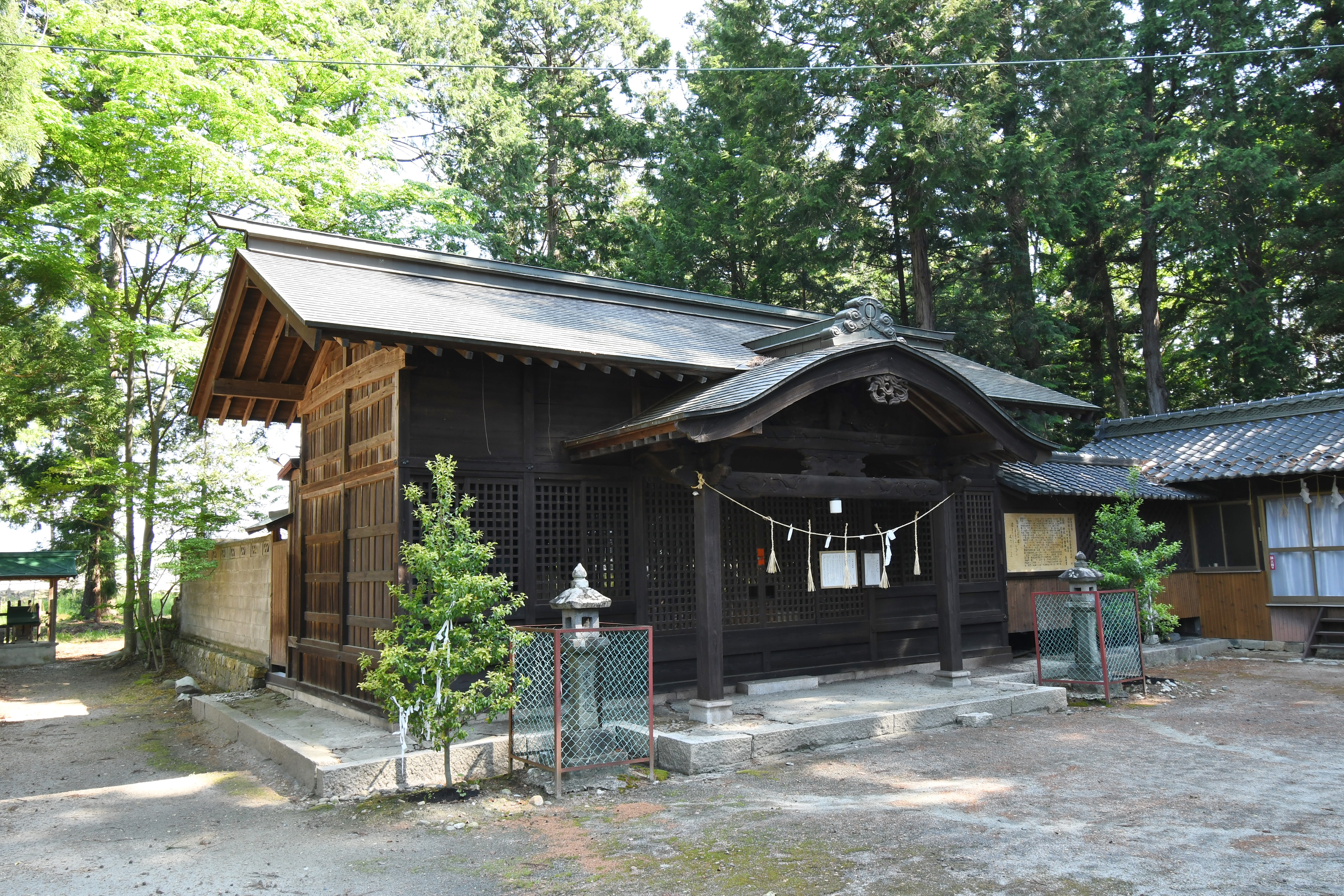
拝殿
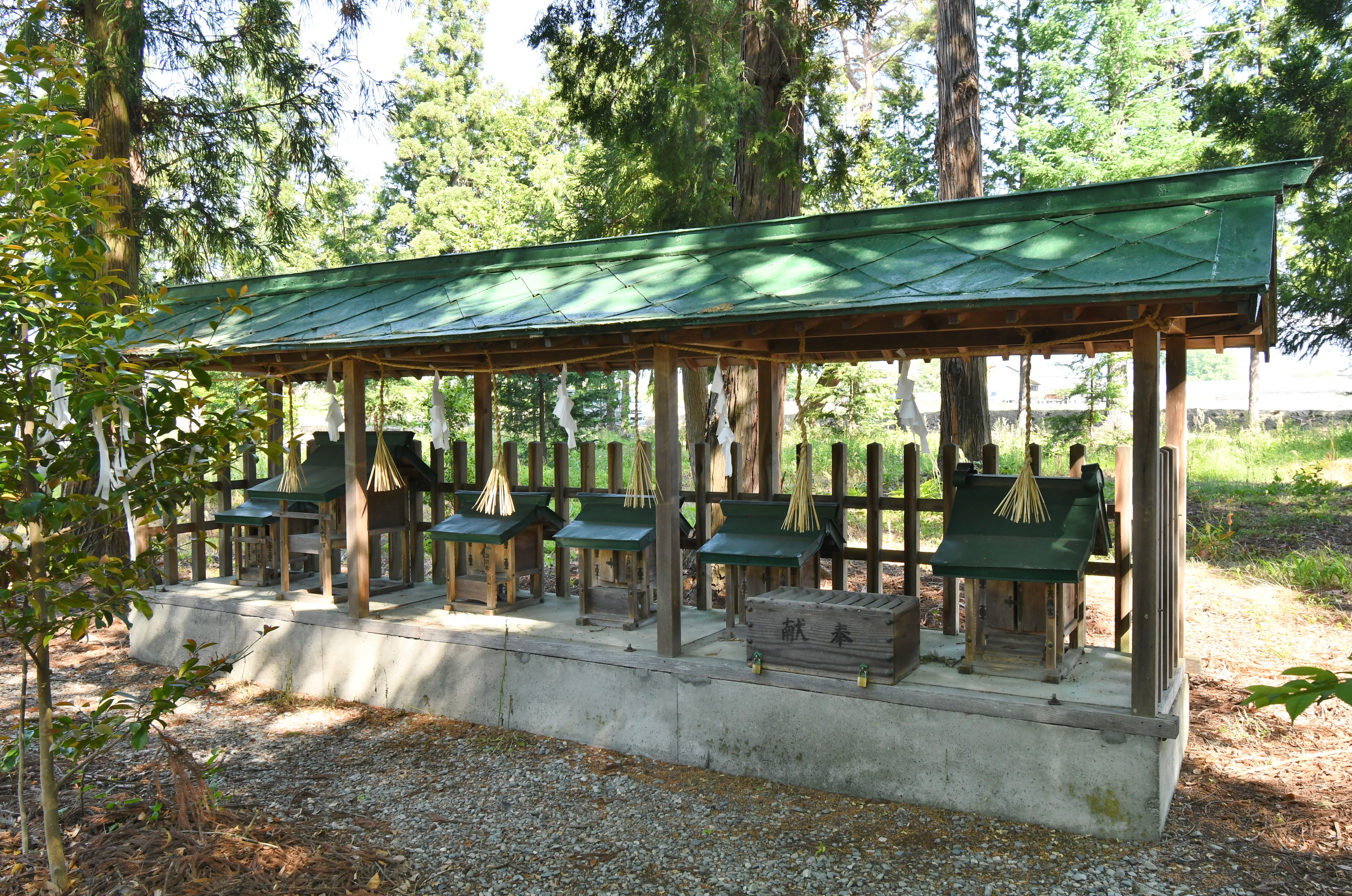
境内社
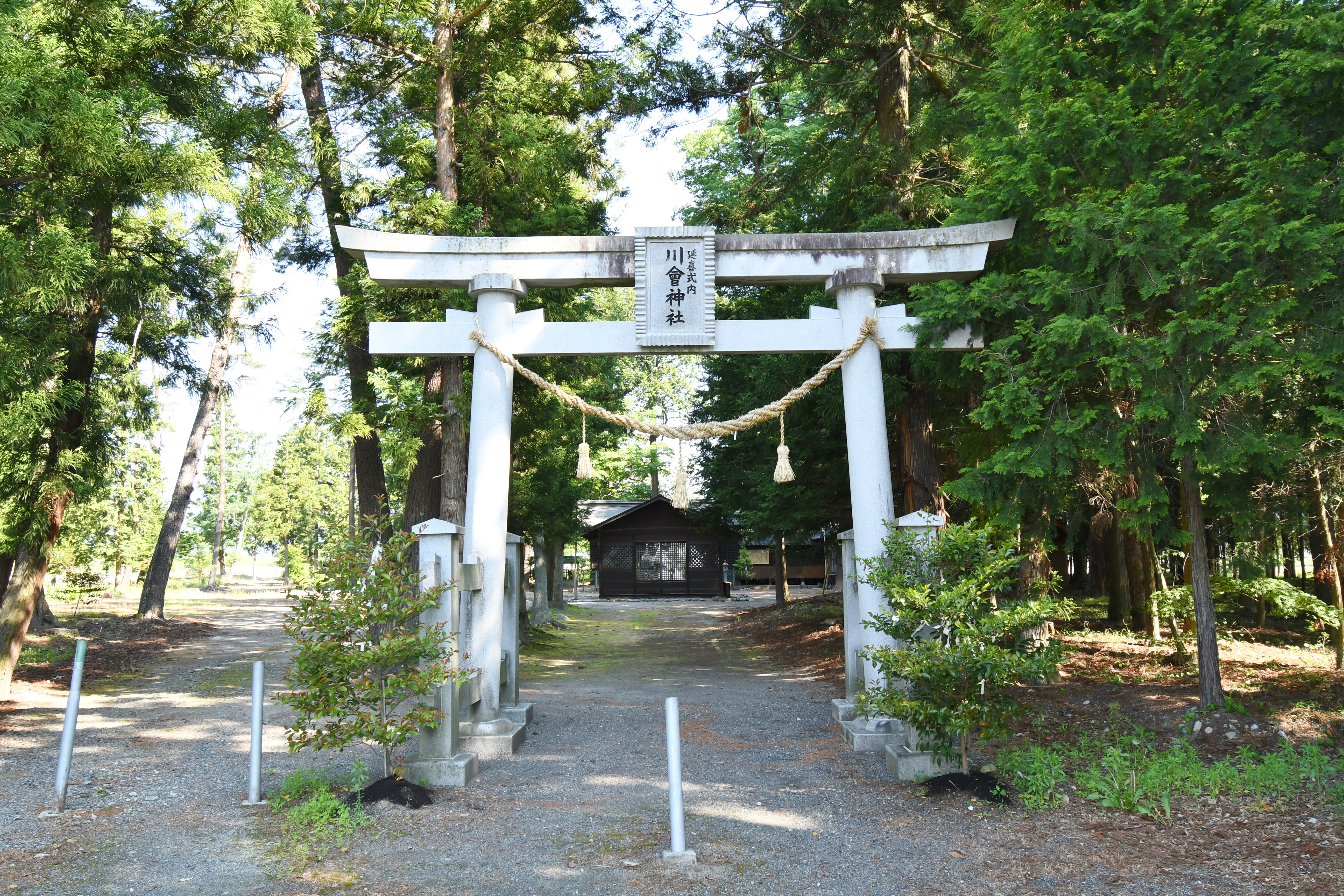
鳥居